# Escola Mare de Déu de la Muntanya
L'Escola Mare de Déu de la Muntanya és un edifici del municipi d'Esparreguera (Baix Llobregat) inclòs en l'Inventari del Patrimoni Arquitectònic de Catalunya. Va ser la primera escola pública d'Esparreguera, inaugurada l'any 1931 pel President de la Generalitat Francesc Macià.

## Descripció
És un edifici de planta rectangular amb tres cossos que el travessen perpendicularment, un al centre i dos a banda i banda, però cap d'ells sobresurt de la línia de façana. Consta de planta baixa i un pis excepte en els cossos laterals on hi ha un pis més. Les obertures són de grans dimensions i quadrangulars. Les finestres les primer pis del cos central estan decorades amb un arc cec fet per aproximació de filades, per sobre hi ha un escut i, finalment, el coronament del cos és mixtilini. Les cossos laterals acaben en frontons triangulars mentre que la resta de l'edifici es remata amb una cornisa recte. Les cobertes són a dues aigües.